# Hanns-Alfons Siegel
Hanns-Alfons Siegel (* in Königsberg) ist ein deutscher Kirchenmusiker.

## Leben
Siegel studierte an der Hochschule für Musik und Darstellende Kunst Stuttgart Kirchenmusik und legte 1967/68 sein A-Examen ab. Er war Kirchenmusiker am Willibrordi-Dom in Wesel. Als Orgellehrer unterrichtete er an der Landeskirchenmusikschule der Evangelischen Kirche im Rheinland und an der Robert Schumann Hochschule Düsseldorf. Er wurde mit dem Ehrentitel Kirchenmusikdirektor der Evangelischen Kirche im Rheinland ausgezeichnet. In seine Amtszeit fiel die Errichtung der neuen Domorgel aus der Werkstatt Marcussen & Søn.  Schüler von Siegel waren u. a. Thorsten Pech und Martin Bambauer.

## Tondokumente
- Glocken und Orgelmusik im Willibrordi-Dom zu Wesel. Hanns-Alfons Siegel spielt Werke von Pachelbel, Mozart, Reger u. a. (Label: motette Düsseldorf).
- Weihnachtliche Musik in der Beyenburger Klosterkirche. Wuppertaler Kammerchor, Orgel: Hanns-Alfons Siegel. LP